# Иванова-Подобед, Софья Васильевна
Иванова-Подобед Софья Васильевна (1887—1953) — советский рентгенолог, возглавляла с 1928 по 1953 гг. отделение неотложной рентгенологии Московского НИИ скорой помощи им. Н. В. Склифосовского.
Основным направлением научной деятельности С. В. Ивановой-Подобед была рентгенодиагностика острых заболеваний желудочно-кишечного тракта — прободных язв желудка и двенадцатиперстной кишки, инвагинации кишечника, а также рентгенологическое исследование при инородных телах пищевода. Одна из методик рентгенологического выявления инородных тел пищевода сегодня носит её имя. Данная методика заключается в следующем: пациент проглатывает одну чайную ложку густой бариевой пасты с последующим приёмом нескольких глотков воды. Бариевая паста при этом оседает на поверхности инородного тела и в течение длительного времени не смывается водой. В дальнейшем производится рентгеновский снимок на котором определяется пятно бария в месте расположения инородного тела.
За проведённые научные исследования С. В. Ивановой-Подобед одной из первых в стране была присуждена научная степень кандидата медицинских наук без официальной защиты. Также, впервые в СССР (в 1928 г.), она организовала круглосуточную работу рентгеновской службы (до этого, в экстренных случаях, рентгенологов привозили в больницу из дома), её научные работы фактически легли в основу школы неотложной рентгенодиагностики.
Софья Васильевна Иванова-Подобед скончалась в 1953 г. от лучевой болезни. Её имя увековечено на Мемориале Радиологии (Гамбург) в числе 359 имён людей, погибших от лучевой болезни.